# Sanad Al Warfali
Sanad Masoud Mohammed Masoud Al-Werfaly (ar. سند مسعود الورفلي, ur. 17 maja 1992 w Trypolisie) – libijski piłkarz grający na pozycji środkowego obrońcy. W sezonie 2020/2021 występuje w klubie Raja Casablanca.

## Kariera klubowa

### Al-Ahly Trypolis
Al Warfali zadebiutował w Afrykańskiej Lidze Mistrzów jako zawodnik Al-Ahly Trypolis 12 marca 2016 roku w starciu z Al-Hilal Omdurman (wyg. 1:0), rozgrywając pełne 90 minut. Łącznie w tych rozgrywkach dla Al-Ahly Trypolis Libijczyk wystąpił w 5 spotkaniach, nie zdobywając żadnej bramki.

### Raja Casablanca
Al Warfali grał jako zawodnik Rajy Casablanki na wypożyczeniu (25 lipca 2018 do 30 czerwca 2019), a od 13 września 2019 jako stały zawodnik. Debiut dla tego zespołu zaliczył on 19 sierpnia 2018 roku w meczu z AS Vita Club (przeg. 2:0). Pierwszą bramkę piłkarz ten zdobył w wygranym 1:4 spotkaniu przeciwko AS Otôho. Do 31 marca 2021 roku dla Rajy Casablanki Libijczyk rozegrał 66 meczów, w których strzelił jednego gola.

## Kariera reprezentacyjna
Al Warfali zadebiutował w reprezentacji Libii 19 września 2015 roku w przegranym 1:0 spotkaniu przeciwko Tunezji. Do 31 marca 2021 w swojej kadrze narodowej Libijczyk wystąpił 21 razy, zdobywając 4 bramki.
| Numer | Przeciwko        | Ranga                                     | Data                 | Ilość | Wynik końcowy meczu (ziel. wygrane, żół. remisy, czer. porażki) |
| ----- | ---------------- | ----------------------------------------- | -------------------- | ----- | --------------------------------------------------------------- |
| 1     | Maroko           | Puchar Narodów Afryki 2017 – kwalifikacje | 3 czerwca 2016       | 1     | 1:1                                                             |
| 2     | Maroko           | Mecz towarzyski                           | 11 października 2019 | 1     | 1:1                                                             |
| 3     | Tanzania         | Puchar Narodów Afryki 2021 – kwalifikacje | 19 listopada 2019    | 1     | 2:1                                                             |
| 4     | Gwinea Równikowa | Puchar Narodów Afryki 2021 – kwalifikacje | 11 listopada 2020    | 1     | 2:3                                                             |

## Sukcesy
Sukcesy klubowe:
- Afrykański Puchar Konfederacji – 1x, z Rają Casablancą, 2018 rok
- Afrykański Super Puchar – 1x, z Rają Casablancą, sezon 2018/2019
- GNF 1 – 1x, z Rają Casablancą, sezon 2019/2020